# Monika Bachmann

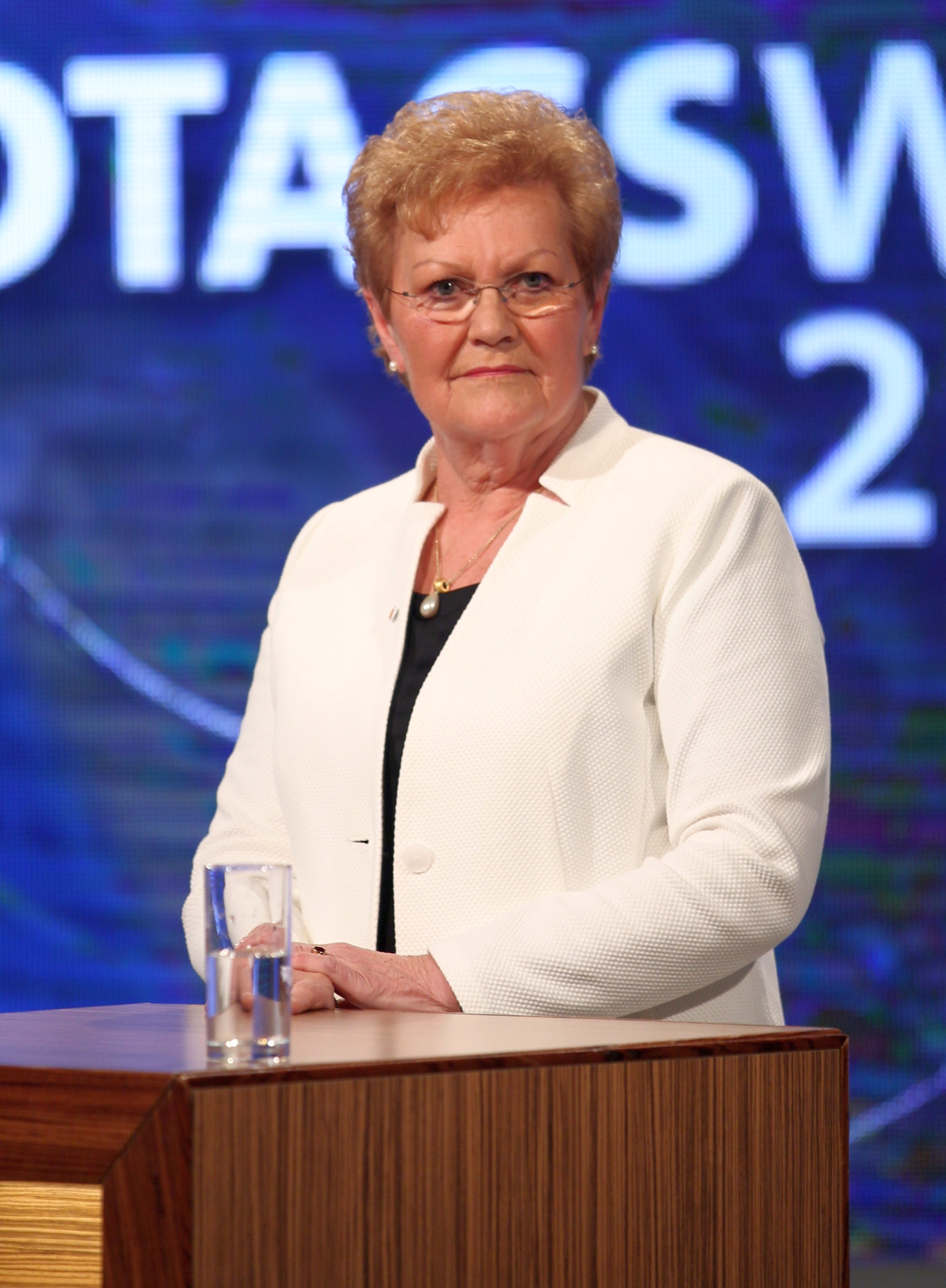
Monika Bachmann (2017)

Monika Bachmann (* 24. Februar 1950 in Schwalbach/Hülzweiler) ist eine deutsche Politikerin (CDU).
Von 2004 bis 2011 war sie Landrätin des Landkreises Saarlouis sowie von 2011 bis 2012 saarländische Ministerin für Arbeit, Familie, Soziales, Prävention und Sport im Kabinett Kramp-Karrenbauer I. Von 2012 bis 2014 war sie saarländische Ministerin für Inneres und Sport. Von 2014 bis 2022 war sie Sozialministerin des Saarlandes.

## Leben

### Ausbildung und beruflicher Werdegang
Im Jahre 1973 beendete Bachmann ihre Ausbildung in einem saarländischen Kreditinstitut. In den folgenden Jahren befand sie sich in Mutterschaftsurlaub. Danach war sie tätig als selbstständige Bezirksleiterin einer Bausparkasse. Nach der 1992 absolvierten Prüfung zur Versicherungsfachfrau war sie Angestellte einer saarländischen Versicherungs-AG.

### Politische Tätigkeiten
Bachmann war von 1986 bis 2005 Vorsitzende des CDU-Gemeindeverbandes Schwalbach, wo sie ab 1989 Mitglied im Gemeinderat Schwalbach war, und gehörte von 1985 bis 2010 dem Landesvorstand der CDU Saar an. Von 1994 bis 2004 war sie Mitglied im Landtag des Saarlandes, wo sie seit 1999 stellvertretende Fraktionsvorsitzende der CDU-Landtagsfraktion war. Ab 2000 war Bachmann stellvertretende Kreisvorsitzende der CDU in Saarlouis, wo sie auch viele Jahre stellvertretende Kreisvorsitzende der Frauen-Union war. Im Jahr 2004 setzte sie sich bei der Direktwahl zur Landrätin dort gegen ihre Konkurrenten Reinhold Jost (SPD), Josef Louis (FWG) und Klaus Kessler (B90/Grüne) durch; Amtsinhaber Peter Winter (SPD) trat aus Altersgründen nicht mehr an. Ihre Amtszeit als Landrätin endete 2011.
Am 24. August 2011 vereidigte der Landtagspräsident Hans Ley im saarländischen Landtag Monika Bachmann als neue Ministerin für Arbeit, Familie, Prävention, Soziales und Sport. Damit trat sie die Nachfolge von Annegret Kramp-Karrenbauer an, die zur Ministerpräsidentin des Saarlandes gewählt worden war. Am 9. Mai 2012 wechselte Bachmann als Nachfolgerin von Stephan Toscani, der Minister für Finanzen und Europa wurde, ins Amt der Ministerin für Inneres und Sport im Kabinett Kramp-Karrenbauer II. Am 12. November 2014 wurde sie, im Rahmen einer Kabinettsumbildung im Kabinett Kramp-Karrenbauer II, als Nachfolgerin von Andreas Storm Ministerin für Soziales, Gesundheit, Frauen und Familie. Diesen Posten bekleidete Bachmann auch in den nachfolgenden Kabinetten Kramp-Karrenbauer III und Hans. Am 26. April 2022 schied sie mit dem Antritt des Kabinetts Rehlinger aus diesem Amt aus.

### Privates
Bachmann ist katholisch, verwitwet und hat eine Tochter. Sie lebt in ihrem Geburtsort Schwalbach/Hülzweiler.